# Tanjung Pangga
Tanjung Pangga – wieś (desa) w kecamatanie Kelumpang Selatan, w kabupatenie Kotabaru w prowincji Borneo Południowe w Indonezji.
Miejscowość ta leży na wschodnim cyplu kecamatanu, nad Cieśniną Makasarską.